# Mortierella hypsicladia
Mortierella hypsicladia är en svampart som beskrevs av Degawa & W. Gams 2004. Mortierella hypsicladia ingår i släktet Mortierella och familjen Mortierellaceae.   Inga underarter finns listade i Catalogue of Life.